# Chang og Eng Bunker
Chang og Eng Bunker (født 11. maj 1811 i Samutsongkram, Siam, død 17. januar 1874 i Mount Airy, North Carolina, USA), blev født som såkaldte siamesiske tvillinger. Tilbage i 1800-tallet hed Thailand Siam og Bunker-brødrene, der turnerede og med tiden blev ganske kendte, er ophav til betegnelsen siamesiske tvillinger.

## Biografi
Chang & Eng Bunker blev født i Thailand – der den gang hed Siam – den 11. maj, 1811, i Samut Songkran-provinsen, der ligger i den centrale del af landet, nær Bangkok. Da deres forældre var af kinesisk oprindelse, blev de i hjemlandet kendt som de kinesiske tvillinger.
De var sammenvokset ved brystbenet og det var alene et stykke brusk, der holdt dem sammen, dog var deres lever også sammenvoksede, men fungerede individuelt, som to selvstændige. I dag ville en adskillelse let kunne foretages, men det var ikke muligt i 1800-tallet, hvorfor de to Bunker-brødre forblev sammenvoksede hele livet.
De indgik i 1829 en kontrakt med en engelsk købmand, Robert Hunter, og turnerede rundt som en attraktion over store dele af verden. Da deres kontrakt udløb fortsatte brødrene selv deres forretning, indtil de i 1839 slog sig ned i Wilkesboro, North Carolina, USA, hvor de købte en farm. De blev amerikanske statsborgere og tog navnet Bunker. I 1843 blev de gift med to søstre, Adelaide Yates med Chang og Sarah Anne Yates med Eng. De fik henholdsvis 10 og 11 børn, hvoraf efterkommere fortsat lever i USA.
I 1860 vendte Chang og Eng for en kort stund tilbage til showbusiness og indgik en kontrakt med P.T. Barnum om et seks-ugers engagement i hans såkaldte "Museum" (cirkus), da de manglede penge til deres mange børns uddannelser.
En januar morgen i 1874 vågnede Eng og opdagede, at hans bror Chang var død af den lungebetændelse, han havde lidt af et stykke tid. En læge blev tilkaldt for at foretage en nødseparation, men Eng vægrede sig og døde tre timer senere.
Mark Twains novelle De Siamesiske Tvillinger er baseret på Chang og Eng Bunker. Senere er andre bøger, musical og teaterforestilling baseret på deres livshistorie.

## Efterkommere
Chang og Eng Bunker fik 21 børn med deres to hustruer, Adelaide Yates og Sarah Anne Yates, efterkommerne talte i 2018 flere end 1.500 personer, mange af dem bor fortsat i området omkring byen Mount Airy, North Carolina, USA, hvor tvillingerne levede de seneste 30 år før deres død, den 17. januar, 1874. Efterkommerne samles hvert års sidste lørdag i maj måned.
I anledning af 185-års jubilæet for forbindelser mellem USA og Thailand, rejste fjerde og femte genetaions efterkommere tilbage Chang og Engs oprindelige siamesiske hjemby i Samut Songkhram-provinsen i Thailand, for at fejre deres forfædres 207-årsdag, den 11. maj, 2018. Efter et buddhistisk ritual foran en statue af de kendte siamesiske tvillingebrødre, skabt af den thailandske kunstner Sa-ngad Jaiprom, blev gaden opkaldt efter dem. Ved efterkommertræffet i Mount Airy den 28. maj, afsløres en replika statue i USA.

## Galleri
- Chang og Eng, de 18-år gamle siamesiske tvillinger spiller badminton (litografi).
- Chang og Eng, de siamesiske tvillinger, træsnit, 1929.
- "De to unge siamesere", et af adskillige udklip fra samlingen National Library of Medicine’s Chang and Eng scrapbook.
- Akvarel af Chang og Eng, ca. 1835.
- De vidunderlige og verdensberømte siamesiske tvillinger Change-Eng, farvelagt træsnit af H.S. Miller.
- Chnag og Eng, portræt 1846, Wisbech and Fenland Museum, Wisbech, Cambridgeshire, UK
- Chang and Eng Bunker, ca. 1860
- Familiebillede fra 1860'erne af Chang og Eng Bunker med deres koner og 18 af deres børn. Fotoet inkluderer også Grace Gates, en af deres 33 slaver i plantagen.
- Eng aog Chang Bunkers grav nær Mount Airy, North Carolina, USA (2007).
- The Siamese Twinns, fra en afhandling om obstetrik for studerende og praktikere (1896). Se originalbillede for yderligere forklaring (eng.).